# پارک شهر (گرگان)
پارک شهر گرگان در مرکز شهر گرگان در شمال غربی میدان ولیعصر فعلی یا میدان کاخ سابق قرار دارد. خیابان پاسداران در ضلع شرقی این پارک و خیابان ۵ آذر در ضلع جنوبی آن واقع است.

## تاریخچه
تاریخ افتتاح پارک شهر گرگان به فروردین ماه سال ۱۳۴۳ خورشیدی باز می‌گردد.

## امکانات
- باغ روس‌ها یا همان کنسولگری سابق روسیه

در مجاورت این پارک قرار دارد.
- کاخ موزه گرگان

کاخ موزه گرگان که به نام‌های کاخ اختصاصی گرگان، کاخ سلطنتی گرگان و موزه گرگان نیز معروف است که خاندان پهلوی برای اقامت در گرگان از آن استفاده می‌نمودند. هم‌اکنون این بنا تبدیل به موزه شده است.
- آب‌نما

در روبروی کاخ موزه آب نمایی وجود دارد.
- کتابخانه

در محوطه پارک کتابخانه‌ای وجود دارد که در واقع در سال ۱۳۵۸ خورشیدی کتابخانه عمومی سابق گرگان به این مکان انتقال یافته و به کتابخانه عمومی شماره یک گرگان معروف شد.
- سرویس‌های بهداشتی
- زمین ورزشی
- وسایل بازی و ورزش
- آلاچیق‌هایی برای اقامت موقت گردشگران